# ألبرت إي. سميث
ألبرت إي. سميث (بالإنجليزية: Albert E. Smith)‏ هو سياسي أمريكي، ولد في 1839. حزبياً، نشط في الحزب الجمهوري. وقد انتخب عضو جمعية ولاية ويسكونسن.